# 「一帶一路」建設工作委員會
“一帶一路”建設工作委員會（葡文縮寫：CTCFR），在澳门特别行政区行政長官管轄及指導下運作。2021年5月4日，澳門特區政府公布第67/2021號行政長官批示，批示中宣布翌日起廢除建設世界旅遊休閒中心委員會、中國與葡語國家商貿合作服務平台發展委員會、“一帶一路”建設工作委員會以及建設粵港澳大灣區工作委員會。

## 職權
- 負責統籌澳門特別行政區參與助力國家“一帶一路”建設的短、中、長期的總體設計，並推動展開相關研究，以制定有關政策；
- 制定年度工作方案及監督其落實；
- 就擬開展的活動訂定方針及發出指引。

## 組織法例
- 第44/2017 號行政長官批示（2017年3月6日《澳門特別行政區公報》)設立“一帶一路”建設工作委員會。
- 第245/2018號行政長官批示（2018年10月15日《澳門特別行政區公報》)修改第44/2017號行政長官批示第三款、第六款及第七款。

## 成員
根據相關批示，如認為有需要，委員會主席可邀請澳門特別行政區或以外的公共或私人實體的代表以及專家參與委員會的工作或會議。

### 主席
行政長官賀一誠

### 成員
行政法務司司長；
經濟財政司司長；
保安司司長；
社會文化司司長；
運輸工務司司長；
行政長官辦公室主任；
政府發言人辦公室政府發言人；
行政長官辦公室代表兩名；
行政法務司司長辦公室代表一名；
經濟財政司司長辦公室代表一名；
保安司司長辦公室代表一名；
社會文化司司長辦公室代表一名；
運輸工務司司長辦公室代表一名；
澳門基金會代表一名；
政策研究和區域發展局代表兩名；
禮賓公關外事辦公室代表一名。
另外，上款（八）至（十五）項所指的成員由行政長官以批示委任，其任期在委任批示中訂定。

## 支援
政策研究和區域發展局向委員會提供運作所需的行政、技術及後勤支援。